# August 1986
Acest articol este generat integral pe baza informațiilor din articolul 1986 și este actualizat periodic de un robot.
 Editările făcute în articol vor fi șterse la următoarea actualizare! Dacă doriți să faceți modificări, editați articolul-sursă.

ianuarie -
februarie -
martie -
aprilie -
mai -
iunie -
iulie -
august -
septembrie -
octombrie -
noiembrie -
decembrie
August 1986 a fost a opta lună a anului și a început într-o zi de vineri.

## Evenimente
- 31 august
  - În regiunea Vrancea s-a înregistrat un cutremur cu magnitudinea de 6,5 grade pe scara Richter.
  - 31 august: Vasul de pasageri sovietic „Amiralul Nahimov" având 1.234 pasageri la bord, se scufundă în Marea Neagră, în urma coliziunii cu cargoul „Piotr Vasev”, în golful Novorossisk, din URSS. Au decedat 423 de persoane.

## Nașteri
- 1 august: Elena Vesnina, jucătoare rusă de tenis
- 2 august: Elena Nicula, handbalistă română
- 7 august: Valter Birsa, fotbalist sloven
- 8 august: Sorin Dan Moldovan, politician român
- 9 august: Rade Veljović, fotbalist sârb
- 10 august: Kazuma Watanabe, fotbalist japonez

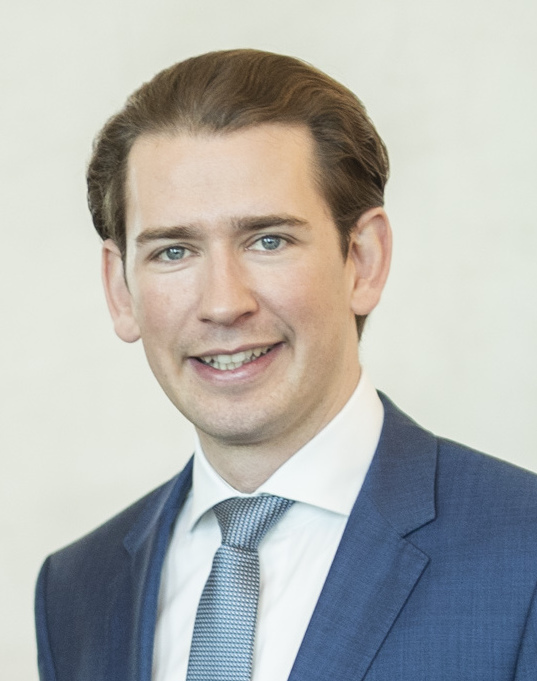
Sebastian Kurz, politician austriac, cancelar al Austriei
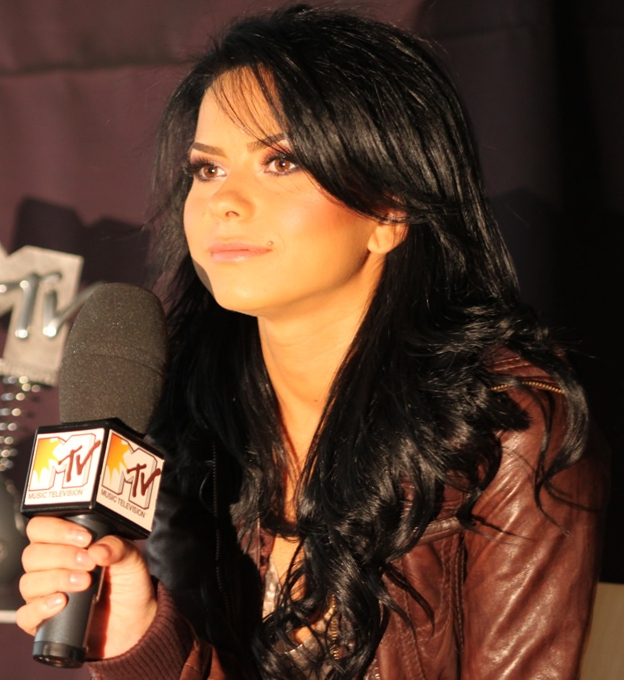
Inna, cântăreață și compozitoare română
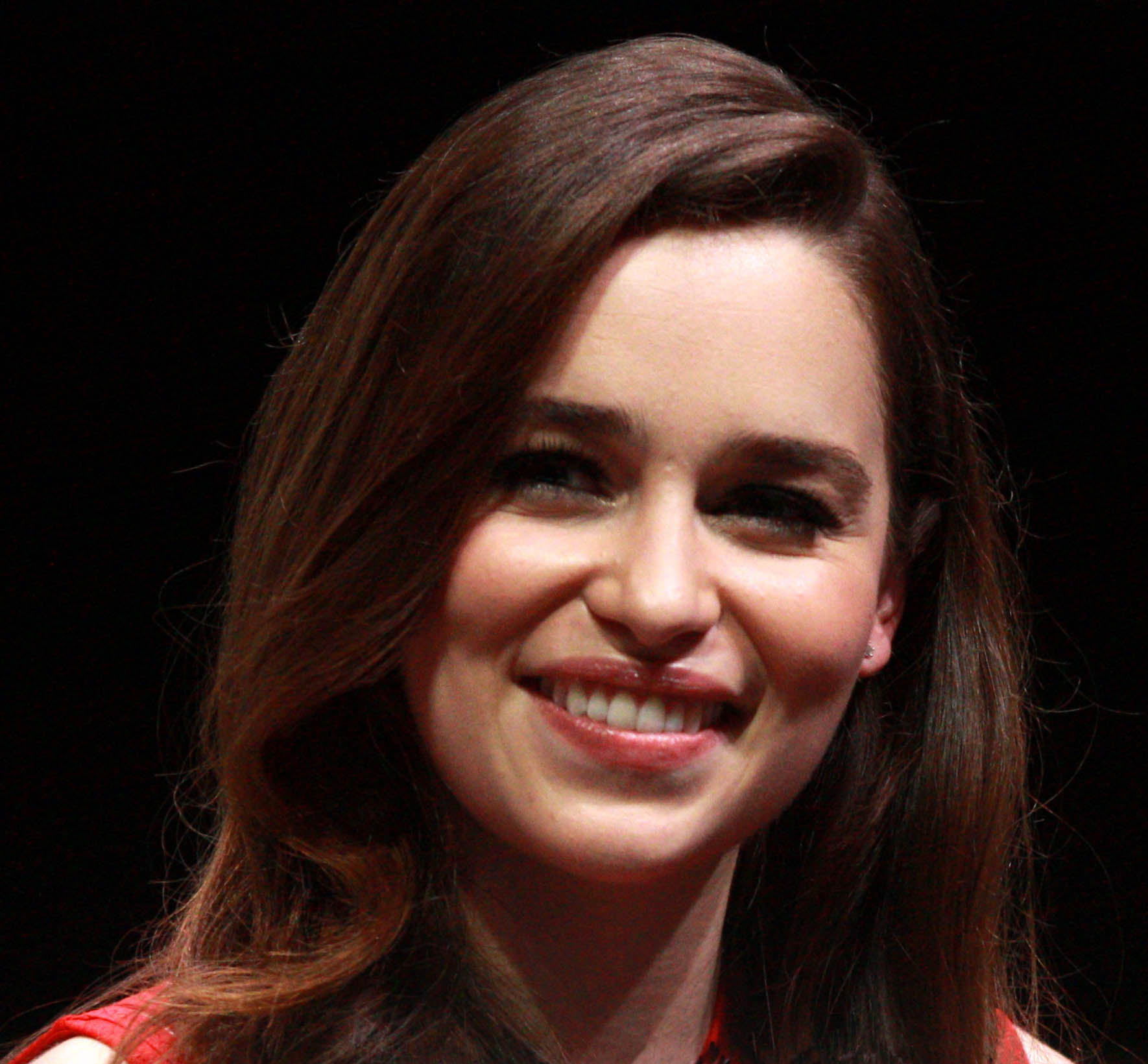
Emilia Clarke, actriță britanică
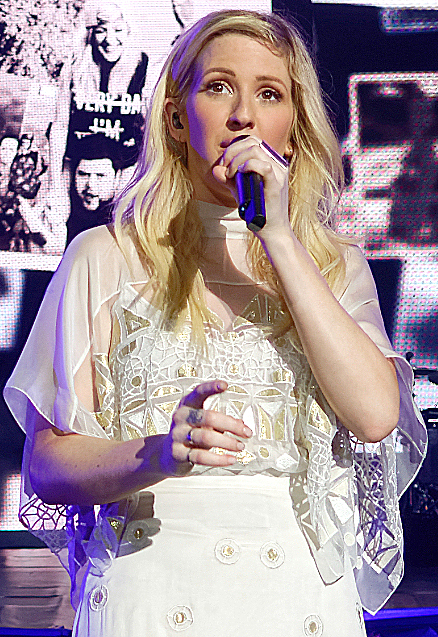
Ellie Goulding, cântăreață, cantautoare, multi-instrumentistă și actriță americană

- 12 august: Alessandra Amoroso, cântăreață italiană
- 13 august: Marian Bănuță, fotbalist român
- 15 august: Bogdan Dinu, boxer român
- 15 august: Vadim Bolohan, fotbalist din R. Moldova
- 16 august: Big Cass (William Morrissey), wrestler american
- 16 august: Audrey Bitoni, actriță porno americană18
- 20 august: Daniel Martin, ciclist irlandez
- 21 august: Usain St Leo Bolt, atlet și sprinter jamaican
- 22 august: Pac (Benjamin Satterley), wrestler britanic
- 22 august: Neville, wrestler britanic
- 23 august: Andra (n. Alexandra Irina Mihai), cântăreață română
- 23 august: Emil Ducu Ninu, fotbalist român
- 26 august: Adina Galupa, actriță română
- 26 august: Jelena Dimitrijević, fotbalistă sârbă
- 27 august: Sebastian Kurz, politician austriac, cancelar federal al Austriei (din 2020)
- 27 august: Raluca Ciocârlan, cântăreață română
- 29 august: Viorel Lucaci, rugbist român
- 29 august: Nicolae Calancea, fotbalist din R. Moldova
- 30 august: Adrian-Felician Cozma, politician român
- 30 august: Attila Kelemen, politician român de etnie maghiară
- 30 august: Attila Kelemen, politician născut în 1986
- 31 august: Carlos Eduardo de Fiori Mendes, fotbalist brazilian
- 31 august: Katerina Tikhonova (Katerina Vladimirovna Putina), fiica lui V. Putin